# 대한민국 중앙정보부
중앙정보부(中央情報部, 영어: Korean Central Intelligence Agency, KCIA) 또는 단순히 중정(中情)은 정보, 첩보, 수사 업무를 전담하는 대한민국의 옛 중앙행정기관이자 특별 기관이다. 중앙정보부는 방첩 등 본연의 역할보다 창설 초기부터 최고 권력자의 비호 아래 쿠데타에 저항하는 세력을 제거하기 위한 일종의 비밀경찰로 기능하였다.

## 설치 근거 및 소관 업무
- 국가재건최고회의법 [법률 제618호, 1961.06.10 제정] 제18조[2]
- 중앙정보부법 [법률 제619호, 1961.06.10 제정] 제1조[3] 제4조[4]

이 법에 따르면 중앙정보부는 '국가안전보장에 관련된 국내외 정보사항 및 범죄수사와 군을 포함한 정부 각 부서의 정보·수사활동을 감독'하며, '국가의 타기관 소속 직원을 지휘, 감독'하는 권한이 부여되었다. 중앙정보부는 창설 초기에는 국가재건최고회의의 산하기관이었지만 1963년 3월 이후 대통령 직속의 최고 권력기구화되었으며 현역군인의 직접적인 참여를 보장하고 있어 비상계엄 상태에서도 군부가 모든 분야에 실질적인 통치력을 행사할 수 있는 기구가 되었다.

## 연혁
- 1961년 5월 20일 - 시국정화단을 폐지하고 중앙정보부를 신설.
- 1961년 6월 10일 - 법률 제619호 중앙정보부법 제정 이후 설치.
- 1963년 3월 22일 - 국가재건최고회의 직할에서 내각 직할로 변경.
- 1981년 4월 8일 - 중앙정보부를 폐지하고 국가안전기획부를 신설.

국가재건최고회의의 산하기관으로 설립되었다가 1962년 3월 정부의 직속기관이 되었다. 설립 초기에는 국가재건최고회의의 산하기관으로 활동하다가 내각 직속기관이 된 후 초기에는 주로 수사 업무와 경찰, 검찰을 지휘하는 업무를 담당하다가 서서히 대공, 정보 수집 분야로 영역을 확장하였다.
국외 정보 및 국내 보안 정보의 수집·작성 및 배포, 국가 기밀에 속하는 문서·자재 및 시설과 지역에 대한 보안 업무, 형법 중 내란의 죄·외환의 죄, 군형법 중 반란의 죄·이적의 죄·군사기밀누설죄·암호부정사용죄, 군사기밀보호법·국가보안법 및 반공법에 규정된 범죄의 수사, 정보부 직원의 범죄에 대한 수사, 정보 및 보안 업무의 조정·감독에 관한 사무를 관장하는 대한민국의 대통령 직속 중앙행정기관이었다. 1961년 5월 20일 발족하였으며 6월 10일에는 법률 근거가 세워졌다. 1981년 4월 8일 국가안전기획부(ANSP)로 개편되면서 폐지되었다.

## 창설 배경
5·16 군사 정변 이후 기존의 시국정화운동본부를 김종필 등의 특무부대가 장악, 중앙정보부로 개편하였다. 이때의 중앙정보부는 군사혁명위원회의 정보 조직으로 개편되었다. 그러나 1963년 박정희가 대통령 대행이 되면서 다시 내각의 직할기관으로 변경된다.
당초 중앙정보부는 장면 내각에서 결성된 중앙정보연구위원회와 시국정화운동본부의 조직을 본따 김종필 중령의 특무부대 요원 3,000명을 중심으로 기존의 정보기관 업무를 흡수하고 중앙정보부라는 이름으로 결성하였다. 그러나 김종필의 특무기관에서 시작된 중정은 그가 물러나면서 박정희의 영향력하에 놓이게 되었다.

## 활동
1961년 6월 10일 법률 제619호 중앙정보부법을 구성하였다. 창설 이후부터 1962년 1월과 4월의 조직개편 이외에도 급격히 요원수를 확대하여 1964년에는 무려 37만 명에 이르게 되었다. 이후 직원을 공채로 선발하기도 했으며, 군인이나 법무부의 검사, 판사 등의 파견을 받기도 했다. 중앙정보부는 방대한 조직을 활용하여 정보, 첩보업무 외에 대공업무 및 내란죄, 외환죄, 반란죄, 이적죄 등의 범죄수사 등을 비밀리에 기획, 담당하는 한편으로, 경찰과 검찰을 지휘 통제하거나 반정부 세력에 대한 광범한 감시, 통제, 적발 등의 기능을 수행하였다. 한편으로 암암리에 정부시책을 홍보하고 여론을 정부에 유리하게 조성하는 등의 활동을 하기도 했다.
1963년 12월 군정이 끝나고 민정이양 헌법이 제정됨에 따라 대폭 바뀌었다. 이때 중앙정보부는 조직 소재지 정원예산에 대한 비공개 규정이 세워졌고 이는 안기부로 이어졌다. 또, 타부처 예산에 중앙정보부 예산을 끼워 얹기, 중앙정보부 내 각 부서간 업무 파악 불허 규정 등이 이때 법으로 확정되었다. 10월 유신 선포 이후인 1973년 3월 군사기밀보호법 위반죄에 대해 중앙정보부에 수사권을 부여하였다.
중앙정보부는 국가재건최고회의와 박정희의 친위 정보기관이자 미국 CIA의 대응기관으로 출발했지만 점차 국가 안보와 북조선, 주변 공산국가와의 상대를 위해 민주주의와 헌법 이상의 역할을 하는 기관으로 점차 지위가 격상되었다. 1963년 3월 이후에는 장관급 부서였으나 1972년 10월 10월 유신 선포 이후에는 부총리급으로 격상되었다.

### 타 부처의 파견근무
부사관과 소령급 이상 장교들이 파견되어 근무하였고, 대령, 준장급 인사가 특별보좌관이나 차장보로 파견근무를 오기도 한다. 그 밖에 법무부나 검찰의 부장검사급 인사가 특보로 부임하여 근무하였다.

## 부훈
- 우리는 음지에서 일하고 양지를 지향한다.

(국가안전기획부으로 계승됨)

## 조직
| - 기획조정관실(1961.05.20 ~ ) - 기획조정실장실(1964. ~ ) - 비서실(1961.05.20 ~ ) - 감찰실(1961.05.20 ~ ) - 통신실(1961.05.20 ~ ) - 총무국(1961.05.20 ~ ) - 1국(1961.05.20 ~ 1961.12) - 전략정보국(1961.05.20 ~ 1961.12) - 수사국(1961.05.20 ~ 1961.12) - 4국(1961.05.20 ~ 1961.12) - 교육발전국(1961.05.20 ~ 1961.12) | - 1국(1961.12 ~ ) - 2국(1961.12 ~ ) - 3국(1961.12 ~ ) - 4국(1961.12 ~ ) - 5국(1961.12 ~ ) - 6국(1961.12 ~ ) - 7국(1961.12 ~ ) - 8국(1961.12 ~ 1968) | - 특별시, 직할시, 각 도 지부 - 예하기관 비공개 |

## 출판물
- 대한민국 중앙정보부, 《북한 대남 공작사 1, 2》, (서울:대한민국 중앙정보부, 1973)

## 역대 부·차장

### 중앙정보부 부장
| 정부        | 대수           | 이름                                | 임기                                | 출신지                     | 출신교                                                                 | 비고 |
| ----------- | -------------- | ----------------------------------- | ----------------------------------- | -------------------------- | ---------------------------------------------------------------------- | --- |
| 군사정부    | 1대            | 김종필(金鍾泌)                      | 1961년 5월 20일 ~ 1963년 1월 6일    | 충남 부여                  | 육군사관                                                               | 국무총리&제6·7·8·9·10·13·14·15·16대 국회의원&민주공화당 총재&신민주공화당 총재&민주자유당 대표최고위원&자유민주연합 총재 |
| 군사정부    | 2대            | 김용순(金容珣)                      | 1963년 1월 7일 ~ 1963년 2월 20일    | 경남 하동                  | 육군사관&단국대                                                        | 제6·7대 국회의원&국회운영위원회 위원장&중앙정보부 특별보좌관                                                             |
| 군사정부    | 3대            | 김재춘(金在春)                      | 1963년 2월 21일 ~ 1963년 7월 11일   | 경기 김포                  | 육군사관&건국대                                                        | 제8·9대 국회의원&한국사회연구소 이사장&한국산업기술연구소장                                                              |
| 제 3 공화국 | 4대            | 김형욱(金炯旭)                      | 1963년 7월 12일 ~ 1969년 10월 20일  | 황해 신천                  | 육군사관&경희대                                                        | 제8대 국회의원 |
| 제 3 공화국 | 5대            | 김계원(金桂元)                      | 1969년 10월 21일 ~ 1970년 12월 20일 | 경북 영주                  | 육군사관&군사영어                                                      | 육군참모총장&주 대만 대사&대통령비서실장                                                                                 |
| 제 3 공화국 | 6대            | 이후락(李厚洛)                      | 1970년 12월 21일 ~ 1973년 12월 3일  | 경남 울산 (현 경남과 분리) | 육군사관&군사영어                                                      | 대통령비서실장&주 일본 대사&제10대 국회의원                                                                              |
| 제 4 공화국 | 6대            | 이후락(李厚洛)                      | 1970년 12월 21일 ~ 1973년 12월 3일  | 경남 울산 (현 경남과 분리) | 육군사관&군사영어                                                      | 대통령비서실장&주 일본 대사&제10대 국회의원                                                                              |
| 7대         | 신직수(申稙秀) | 1973년 12월 4일 ~ 1976년 12월 5일   | 충남 서천                           | 전주교육대&서경대          | 중앙정보부 차장&검찰총장&법무부 장관                                   | |
| 8대         | 김재규(金載圭) | 1976년 12월 6일 ~ 1979년 10월 26일  | 경북 선산 (현 경북 구미)            | 육군사관                   | 육군 보안사령관&제9대 국회의원&중앙정보부 차장&건설부 장관             | |
| 직무대행    | 윤일균(尹鎰均) | 1979년 10월 27일 ~ 1979년 10월 30일 | 황해 안악                           | 공군사관                   |                                                                        | |
| 9대 (서리)  | 이희성(李熺性) | 1979년 10월 31일 ~ 1979년 12월 12일 | 경남 고성                           | 육군사관                   | 육군참모차장&육군참모총장&교통부 장관&대한주택공사 이사장              | |
| 직무대행    | 윤일균(尹鎰均) | 1979년 12월 13일 ~ 1980년 4월 13일  | 황해 안악                           | 공군사관                   |                                                                        | |
| 10대 (서리) | 전두환(全斗煥) | 1980년 4월 14일 ~ 1980년 7월 17일   | 경남 합천                           | 육군사관                   | 국군 보안사령관&제11·12대 대통령&민주정의당 총재&국가원로자문회의 의장 | |
| 11대        | 유학성(兪學聖) | 1980년 7월 18일 ~ 1981년 1월 1일    | 경북 예천                           | 육군사관                   | 제12·13·14대 국회의원&국회 국방위원회 위원장                           | |

### 중앙정보부 차장
| 정부        | 대수           | 이름                              | 임기                              | 출신지                     | 출신교                                                                                          | 비고                                                                     |
| ----------- | -------------- | --------------------------------- | --------------------------------- | -------------------------- | ----------------------------------------------------------------------------------------------- | ------------------------------------------------------------------------ |
| 군사 정부   | 2대            | 서정순(徐廷舜)                    | 1961년 5월 20일 ~ 1963년 2월 23일 | 서울                       | 육군사관                                                                                        | 내각사무처 차장&행정개혁위원회 위원장                                    |
| 군사 정부   | 2대            | 석정선(石正善)                    | 1961년 5월 20일 ~ 1962년 4월 17일 |                            |                                                                                                 | 행정차장 겸 제2국장&행정차장 겸 보안차장보                               |
| 군사 정부   | 2대            | 이영근(李永根)                    | 1961년 5월 20일 ~ 1963년 2월 23일 |                            |                                                                                                 | 중앙정보부장 특별보좌관                                                  |
| 군사 정부   | 3대            | 박원석(朴元錫)                    | 1963년 2월 ~ 1963년 7월           | 충남 대전 (현 충남과 분리) | 육군사관&일본 육군사관                                                                          | 공군참모차장&대한석유공사 사장                                           |
| 군사 정부   | 4대            | 신직수(申稙秀)                    | 1963년 7월 ~ 1963년 12월          | 충남 서천                  | 전주교육대&한국대 (현 서경대)                                                                   | 중앙정보부장&검찰총장&법무부 장관                                        |
| 제 3 공화국 | 5대            | 이병두(李秉斗)                    | 1963년 12월 ~ 1969년 12월         | 경남 사천                  | 일본 주오대                                                                                     | 중앙정보부 차장보                                                        |
| 제 3 공화국 | 6대            | 김치열(金致烈)                    | 1970년 1월 ~ 1973년 12월          | 경북 달성 (현 대구)        | 일본 주오대                                                                                     | 서울지검 검사장&검찰총장&내무부 장관&법무부 장관&중앙선거관리위원회 위원 |
| 제 4 공화국 |                |                                   |                                   |                            |                                                                                                 |                                                                          |
| 7대         | 김재규(金載圭) | 1973년 12월 ~ 1974년 9월          | 경북 선산 (현 경북 구미)          | 육군사관                   | 중앙정보부장&건설부 장관&제9대 국회의원                                                         |                                                                          |
| 8대         | 이상익(李相翊) | 1973년 9월 ~ 1978년 12월 20일     | 충남 서천                         | 육군사관                   | 중앙정보부장 특별보좌관&제8·10·11·12대 국회의원&11대 한일의원연맹 간사장&석유개발공사 이사장    |                                                                          |
| 8대         | 이철희(李哲熙) | 1973년 9월 ~ 1978년 12월 20일     | 충북 청원                         | 일본 육군사관&육군사관     | 제10대 국회의원                                                                                 |                                                                          |
| 8대         | 이건영(李建榮) | 1977년 12월 ~ 1978년 10월         |                                   |                            | 차장보직 겸직                                                                                   |                                                                          |
| 9대         | 윤일균(尹鎰均) | 1979년 1월 ~ 1980년 4월           |                                   |                            |                                                                                                 |                                                                          |
| 9대         | 전재덕(全在德) | 1979년 1월 ~ 1980년 4월           |                                   | 국방대학교                 |                                                                                                 |                                                                          |
| 9대         | 윤종상(尹鍾尙) | 1979년 1월 ~ 1980년 4월           |                                   | 동국대학교                 |                                                                                                 |                                                                          |
| 10대        | 서정화(徐廷和) | 1980년 4월 29일 ~ 1980년 9월 2일  | 경남 통영                         | 서울대                     | 충청남도지사&내무부 차관&내무부 장관&제12·13·14·15·16대 국회의원&국회 통일외교통상위원회 위원장 |                                                                          |
| 10대        | 김영선(金永先) | 1980년 4월 29일 ~ 1980년 9월 6일  | 경기 양평                         | 육군사관                   |                                                                                                 |                                                                          |
| 11대        | 김성진(金聖鎭) | 1980년 9월 6일 ~ 1980년 10월 29일 | 경기 인천 (현 경기와 분리)        | 고려대                     | 육군사관 교수&중앙정보부 기획조정실장                                                           |                                                                          |
| 12대        | 현홍주(玄鴻柱) | 1980년 9월 6일 ~ 1980년 10월 29일 | 경기 경성 (현 서울)               | 컬럼비아 대학교            | 중앙정보부 제2국장&기획정책국장&2차장보                                                         |                                                                          |
| 12대        | 현홍주(玄鴻柱) | 1980년 10월 29일 ~ 1981년 4월 7일 | 경기 경성 (현 서울)               | 컬럼비아 대학교            | 중앙정보부 제2국장&기획정책국장&2차장보                                                         |                                                                          |
| 13대        | 김성진(金聖鎭) | 1980년 10월 29일 ~ 1981년 4월 7일 | 경기 인천 (현 경기와 분리)        | 고려대                     | 육군사관 교수&중앙정보부 기획조정실장                                                           |                                                                          |

### 중앙정보부 차장보
- 1대, 오탁근(吳鐸根) 1961년 5월 20일 ~ 1962년 4월 17일, 서울고검차장&서울지검검사장&대구고검검사장&법무부차관&검찰총장
- 1대, 석정선(石正善)[12], 1961년 5월 20일 ~ 1962년 4월 17일
- 2대, 석정선(石正善)[13], 1962년 4월 17일 ~ 1963년 2월 23일, 행정차장 겸 제2국장, 행정차장직 겸임
- 2대, 오탁근(吳鐸根)[14], 1962년 4월 17일 ~ 1963년 2월 23일, 서울고검차장&서울지검검사장&대구고검검사장&법무부차관&검찰총장
- 3대, 김동배(金東培)[13][15], 1963년 2월 23일 ~ , 해군본부작전참모부장(55)&해군준장&해군정보참모부장&군수참모부장&인사참모부장&해군본부인사국장&해군참모차장
- 3대, 여운상(呂運尙)[14], 1963년 2월 23일 ~ 1963년 7월 14일, 서울지검 부장검사
- 4대, 이병두(李秉斗)[14]"申稙秀씨 內定 中央情報部 次長", 동아일보 1963년 7월 15일자 1면, 정치면</ref>, 1963년 7월 15일 ~ 1963년 12월 11일[16], 국민대학교 강사&국민대학교 조교수&변호사&군사혁명위원회, 국가재건최고회의 법제사법자문위원&중앙정보부 차장
- 4대, 김동배(金東培)[13], 1963년 12월 12일 ~ 1964년
- 5대, 윤일균(尹鎰均)[13], 1964년 ~ 1964년, 황해 안악, , 공군본부 초대 정보국장 대리&공군특무부대장&공군 본부 정보국 차장·국장&중앙정보부제2,3 국장, 정보학교장&국가안전보장회의 특별보좌관(64)&서울신문 전무&중앙정보부 1차장&부장 직무대리
- 5대, 여운상(呂運尙)[14], 1963년 12월 12일 ~ , 서울지검 부장검사
- ?[13], 1965년 ~ 1968년,
- ?[14], 1965년 ~ 1968년,
- 강창성(姜昌成)[17], 1965년 ~ 1968년 4월, 20사단참모장&중앙정보부 기획조정실장&5사단장&중앙정보부 차장보&보안사령관
- ?[13], 1968년 ~ 1969년,
- ?[14], 1968년 ~ 1969년,
- 이상익(李相翊)[14], 1969년 1월 ~ 1970년 1월, 중앙정보부장특별보좌관&중앙정보부 제1차장
- ?[17], 1968년 ~ 1969년,
- 김영동(金永東)[13], 1969년 ~ 1970년,
- 김치열(金致烈)[13], 1970년 1월 ~ 1971년, 차장 겸임
- 강창성(姜昌成)[14], 1970년 9월[18] ~ 1971년 8월, 당시 현역육군중장, 기획관리실장 겸임[19], 육군정보참모부 차장, 보안사령관, 국회의원
- 이상익(李相翊)[17], 1970년 1월 ~ 1970년 12월, 중앙정보부장특별보좌관&중앙정보부 제1차장
- 이철희(李哲熙)[20], 1971년 ~ 1973년, 중앙정보부 1국장 겸임
- 김동근(金東根)[14], 1971년 8월 ~ 1973년 6월, 중앙정보부 초대 6국장, 주 태국 공사, 부장 비서실장 & 주 수단 초대 대사사, 주 핀란드 대사, 신민주공화당 총재 비서실장, 제14 대 국회의원, 민주자유당 대표 최고위원 비서실장, 신한국당 중앙연수원장, 국책자문위원회 외무통일위원장, 신공항건설공단 상임 고문, & 자유민주연합 총재 특별 보좌역
- 김재규(金載圭)[21], 1973년 1월 ~ 1973년 9월, 2차장 겸임
- 정홍진(鄭洪鎭), 1971년 ~ 1973년, 중정 협의조정국장&이후락 부장 방북수행원&남북조절위 간사위원
- 이상열(李相烈)[17], 1971년 12월 ~ 1973년, 중앙정보부 기획조정실장 겸임[22][23]
- 이철희(李哲熙)[20], 1973년 ~ 1974년,
- 조일제(趙一濟)[14][24], 1973년 6월 ~ 1974년 9월[25], 중정 3국장&주일본대사관 공사&오사카 총영사
- 양두원(梁斗源)[17], 1973년 12월 ~ 1974년 9월, 기조실장 겸임
- 윤일균(尹鎰均)[20], 1974년 ~ 1974년, 황해 안악, 대한항공협회 이사, 부회장&중앙정보부 1차장&부장 직무대리
- 장송록(張松祿)[20], 1974년 ~ 1975년, 5국 단장
- 최두열(崔杜烈)[21], 1975년 6월 30일 ~ ?, 노동청장&부산직할시장&내무부 치안국장&중앙정보부 특별보좌관
- 임문순(任文淳), 1973년 ~ 1978년, 유신정우회 국회의원 보좌관,
- 이상열(李相悅)[20], 1975년 ~ 1977년,[26]
- 양두원(梁斗源)[14], 1974년 9월[25] ~ 1976년 12월 3일, 중앙정보부 기조실장에서 전임
- 윤일균(尹鎰均)[14], 1976년 12월 4일 ~ 1977년, 황해 안악, 공군본부 정보국 차장&공군본부 정보국장&중앙정보부 2국장&3국장&정보학교장
- 이건영[14], 1977년 12월 ~ 1978년 12월, 중앙정보부 3차장 겸임
- 김영수(金永洙)[17][27], 1974년 ~ 1978년 4월 13일, 공군 준장 예편&중앙정보부 제2국장&중앙정보부기획조정실장겸 운영차장보, 제1무임소장관 보좌관
- 나희필(羅熙弼)[21], 1977년 ~ 1978년 11월 17일, 육군대학총장&국가안전보장회의부위원장&위원장&비상기획원위원장
- 하태준(河泰俊)[28], 1977년 ~ 1978년 11월, 중앙정보부 8국장&주랭군총영사관총영사&중앙정보부 해외공작국장&주영한국대사관 공사&롯데주조 대표이사 사장&호남석유화학 사장
- 윤일균(尹鎰均)[20], 1978년 ~ 1979년 10월 30일, 황해 안악, 1차장 겸임, 공군본부 정보국 차장&공군본부 정보국장&중앙정보부 2국장&3국장&정보학교장
- 김정섭(金正燮)[29], 1978년 12월 ~ 1979년 10월 30일,
- 정홍진(鄭洪鎭)[14], 1979년 10월 30일 ~ 1980년 9월, 중앙정보부 7국 부국장&7국장&남북조절위원회 회담협의조정국장&통일원 정책평가단위원
- 김일곤[17], 1978년 4월 14일 ~ 1980년 1월,
- 하태준(河泰俊)[21], 1979년 1월 ~ 1979년 10월 29일, 호남석유화학 사장
- 하태준(河泰俊)[20], 1979년 10월 30일[30] ~ 1980년 4월 14일,
- 현홍주(玄鴻柱)[29], 1979년 10월 30일[30] ~ 1980년 10월 29일, 제2국장으로 겸임&기획정책국장&2차장보&중정 2차장으로 승진
- 김정섭(金正燮)[21], 1979년 10월 30일 ~ 1980년 10월,
- ?[17], 1980년 1월 ~ 1980년 5월 17일,
- 전두환(全斗煥), 1979년 12월 13일 ~ 1980년 4월 13일, 국가재건최고회의비서관&중앙정보부 정보과장&인사과장&수경사 30대대장&백마부대 연대장&제1사단장&보안사령관&중앙정보부장서리&국보위 상임위원장&대통령
- 이종찬[17], 1980년 5월 19일 ~ 1980년 10월, 중앙정보부 기조실장 겸임
- ?[20], 1980년 4월 14일 ~ 1980년 10월,
- 김동근(金東根)[29], 1980년 12월 ~ 1984년 12월, 주 핀란드 대사
- 이종찬(李鍾贊)[21], 1980년 10월 ~ 1980년 12월, 중앙정보부 총무과장 & 총무국장 & 중정 기조실장 & 국회의원 & 국가정보원장

## 논란

### 오작교 작전
미국으로 망명한 김형욱과 북한으로 월북한 최덕신 등의 폭로로 오작교 작전이라는 것이 알려지게 되었다. 오작교 작전은 암호명과 작전으로 중앙정보부에서 수행하는 작전을 가리키는 암호로는 이는 보안, 납치, 파괴, 말소 등의 임무에 대한 암호이다. 작전명으로서의 오작교 작전은 특수임무 중에서도 즉 해외에 피신 중이거나 망명, 해외에 체류 중인 박정희 전두환 정권에 반대하는 인물들에 대한 납치, 암살 ,고문 등이 주 내용이었다.
오작교 작전이 처음 알려진 것은 1977년 당시 미국과 독일, 일본 등에 피신, 망명중이던 한국 인물들이 박정희와 공화당 정권을 비난하는 활동이 계속되자 이들을 제거하기 위해 요원을 파견했고, 이 정보를 입수한 일부 반한(反韓) 한국인들이 폭로하면서 작전의 실체가 알려지게 되었다. 1977년 6월 김형욱이 미국 의회에 출석하여 증언함으로써 알려지게 되었고, 두 번째로는 그 해 11월, 5.16 군사 정변 직후에 외무부 장관을 역임했던 최덕신의 진술로 알려지게 되었다.

### 중앙정보위와의 연계성
제2공화국 때의 정보 기관인 중앙정보위원회 등과의 연계성에 대해서는 논란의 여지가 있다. 1961년 봄부터 장면 총리는 십여 차례나 쿠데타 기도 정보를 보고 받거나 입수했다. 그래서 겨우 1961년 3월이 되어서야 또다른 정보기관인 시국 정화 운동 본부라는 직속 정보 기관이 설치 되었지만 별다른 역할은 못했다. 정보위와 시국정화단은 1961년 5월 20일 통폐합되어 중앙정보부로 발족된다.
한편 중앙정보부의 초대 부장이기도 했던 김종필은 중앙정보위와의 연속성을 부인했다. 그러나 이후락이나 다른 이들의 입장이 확인되지 않았다. 김종필은 중앙정보부를 창설하면서 중앙정보연구위 조직을 인수하거나 참고하지 않았다고 반박했다. “(이후락이) 정보 경험이 있는 사람이라고 (장면 총리가) 옆에 놓고 있었지만 제대로 된 정보기능이 아니라 사적인 활동 수준이었다 ”는 것이다.

### 중앙정보부장의 초법적 수사권 행사
5·16쿠데타 직후 불법 '위험인물 예비검속계획'이 입안되며 이 과정에서 김종필 중앙정보부장은 검찰총장, 치안국장, 육군방첩부대장 등에게 '수사에 관한 지휘감독권'을 초법적으로 행사한 것으로 보인다.

## 기타
1966년 북한이 영국 런던월드컵에서 8강에 진출하자 그 때까지 16강에도 들지 못하던 대한민국 사회는 충격을 받기도 했다. 이에 자극받아 중앙정보부는 직접 정보를 연구, 수집 분석하고 수사까지 하였다. 중앙정보부 차원에서 특별조사반을 구성하여 진상 조사를 벌였다. 해답을 얻지 못한 이들은 축구 관계자들을 소환하였다. 현장에서 대회를 관전했던 김용식 축구협회 부회장과 오완건 이사는 중앙정보부로 불려가 진술, 이때 국가 대표급 선수들을 모아 팀을 만들어야 북한을 따라잡을 수 있다고 건의하였다. 이를 계기로 김형욱 중앙정보부장의 주도하에 축구 선수들을 육성하는 정책이 작성, 추진되었고 중앙정보부에서도 별도로 1967년 1월 양지축구단을 구성하여 축구선수들 훈련, 양성 정책을 추진했다.

## 같이 보기
- 대한민국 제3공화국
- 미국 중앙정보처
- 미국 연방수사국
- 시국정화단
- 대한민국 국가안전기획부(ANSP, 안기부)
- 대한민국 중앙정보연구위원회(중앙정보위)
- 김종필#5·16 전후